# Jovis Tholus
Lo Jovis Tholus è una struttura geologica della superficie di Marte.